# Truck Simulator
Truck Simulator bezeichnet eine Reihe von Computerspielen des tschechischen Entwicklerstudios SCS Software. Es handelt sich um Simulationsspiele, die das Fahren von Lastkraftwagen (englisch Trucks) und den Betrieb eines Speditionsunternehmens simulieren. Mit dem Euro Truck Simulator erschien 2008 der erste Teil der Reihe. Da die Spiele vor dem 2016 erschienenen American Truck Simulator ausschließlich in Europa spielen, werden die frühen Teile der Reihe auch als Euro-Truck-Reihe oder Euro Truck Simulatoren zusammengefasst. Insbesondere für den Euro Truck Simulator 2 und den American Truck Simulator erschienen einige Erweiterungen, die neue Kartengebiete, Frachtgüter und LKW-Ausstattungen beinhalten.
Mit den Spielen der Reihe 18 Wheels of Steel hatte das Entwicklerstudio bereits zuvor LKW-Simulationen entwickelt.

## Spiele
| Release          | Titel                                                                  |
| ---------------- | ---------------------------------------------------------------------- |
| 6. August 2008   | Euro Truck Simulator                                                   |
| 13. Januar 2010  | German Truck Simulator                                                 |
| 19. Februar 2010 | UK Truck Simulator                                                     |
| 22. Juli 2010    | Erweiterung Austrian Truck Simulator                                   |
| 17. Juni 2011    | Euro Truck Spezial: LKW-Rangier-Simulator (englisch Trucks & Trailers) |
| 8. Juni 2012     | Scania Truck Driving Simulator                                         |
| 19. Oktober 2012 | Euro Truck Simulator 2                                                 |
| 2. Februar 2016  | American Truck Simulator                                               |

### Euro Truck Simulator

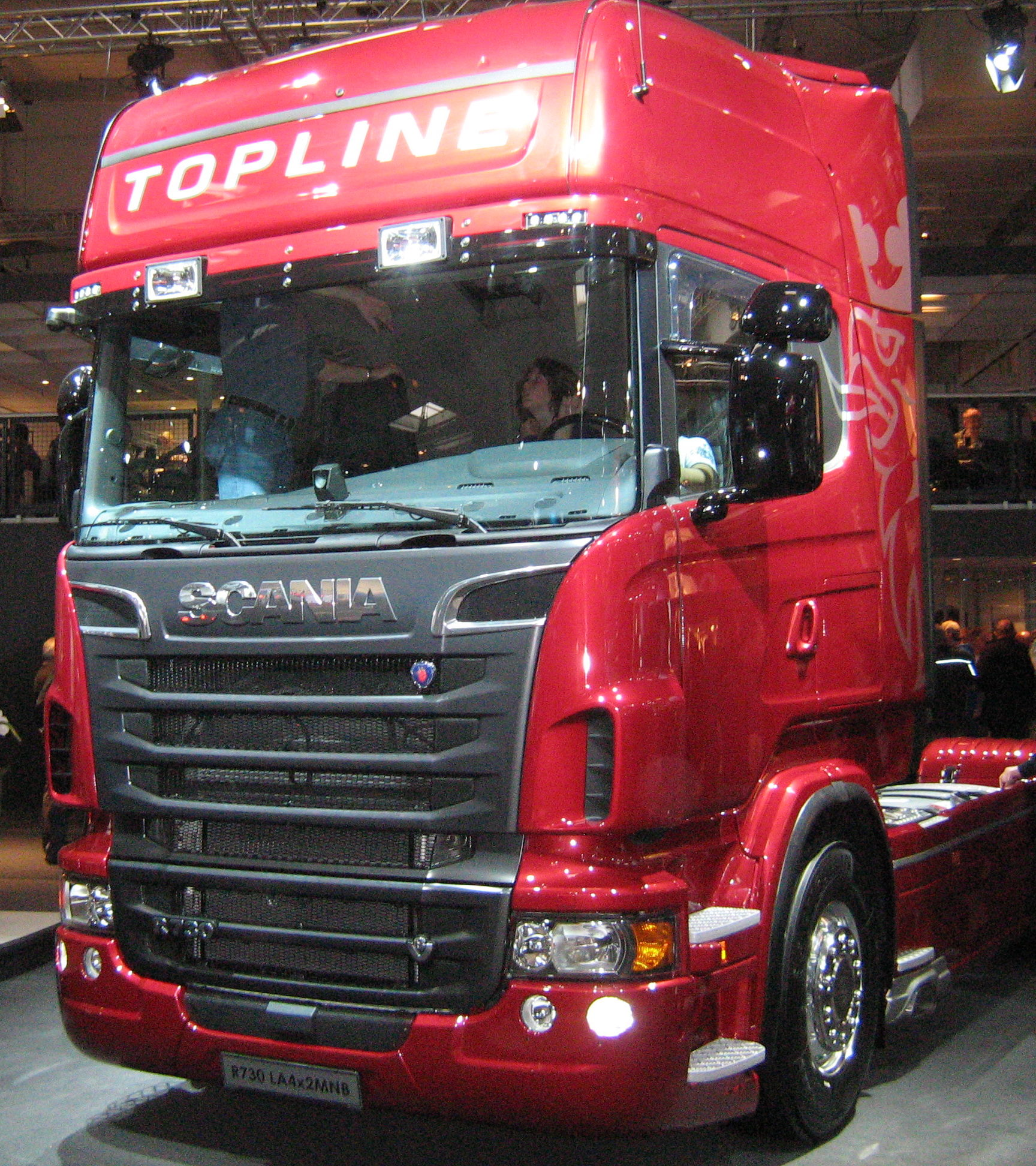
Euro Truck Simulator enthält Trucks, die unter anderem Scania-Modellen wie diesem der R-Baureihe nachempfunden sind

Das Spiel Euro Truck Simulator wurde von SCS Software entwickelt und in Deutschland von Rondomedia am 6. August 2008 veröffentlicht. Das Spiel enthält ein europäisches Autobahn- und Straßennetz und zwölf europäische Trucks. In einem Update wurde Großbritannien nachgeliefert.
Zudem kann man dort 17 europäische Städte besuchen.

### German Truck Simulator

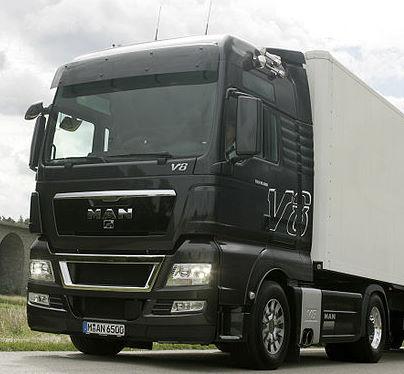
German Truck Simulator enthält mit dem MAN TGX V8 erstmals einen lizenzierten Truck

German Truck Simulator ist der Nachfolger des Spiels Euro Truck Simulator und wurde ebenfalls von SCS Software entwickelt und von Rondomedia am 13. Januar 2010 veröffentlicht. Im Spiel geht es hauptsächlich darum, Fracht wie zum Beispiel Wandplatten oder Obst in 18 deutsche Städte zu liefern. Man beginnt als Angestellter und baut im Laufe des Spiels ein eigenes Fuhrunternehmen auf. Zu den Aufgaben für den Spieler gehören zudem das Organisieren der Fahrten für die angestellten Fahrer, Reparaturen und Fahrzeugtuning.
Austrian Truck Simulator ist eine Erweiterung zum Hauptspiel, die kostenlos heruntergeladen werden kann.

### Euro Truck Simulator 2
Das Spiel Euro Truck Simulator 2 wurde von SCS Software entwickelt und am 19. Oktober 2012 veröffentlicht. Das Spiel ist der offizielle Nachfolger von Euro Truck Simulator. Eine Neuerung stellt dabei vor allem das Gründen einer eigenen Firma dar. Wie in den Vorgängern wurden LKWs mit Lizenzen namhafter LKW-Hersteller verwendet. Die Anzahl der Trucks wurde auf 7 verschiedene Zugmaschinen reduziert, die Anzahl der europäischen Städte jedoch auf über 60 erhöht.
Des Weiteren wurde die Möglichkeit Mods hinzuzufügen, deutlich vereinfacht.
Am 20. September 2013 veröffentlichte SCS Software das Addon Going East!, welches weitere osteuropäische Länder hinzufügt, sowie ein riesiges Straßennetz von über 15.000 virtuellen Kilometern.
Am 26. Februar 2014 erschien die Euro Truck Simulator 2 Gold Edition, ein Kombinationspaket aus dem Basisspiel und dem Addon Going East!.
Am 7. März 2015 erschien mit Scandinavia ein weiteres kostenpflichtiges DLC, welches den Norden Europas mit 26 Städten realistisch darstellt. Es flossen viele Verbesserungen grafischer Art ein und das Straßennetz wurde durch kompliziertere Kreuzungen noch realistischer übernommen.
Aber auch durch regelmäßige Updates werden neue Städte und Straßennetze hinzugefügt. Des Weiteren wird das Spiel durch regelmäßige Patches verbessert, es kommen immer wieder die neusten Truck-Modelle kostenlos hinzu, wie zuletzt der Mercedes Actros.
Das Spiel kann mit der Website World of Trucks (durch Erstellen eines Profils) verknüpft werden, somit ist es möglich das eigene Profilbild im Spiel einzufügen sowie im Spiel erstellte Fotos (mit Hilfe des Foto-Tools) auf die Website zu laden.

### American Truck Simulator
Der American Truck Simulator wurde auf der E3 2015 angekündigt.  Er überträgt das Spielprinzip des Euro Truck Simulator 2 auf die USA, zu Release lassen sich die beiden US-Bundesstaaten Kalifornien und Nevada befahren. Das offizielle Erscheinungsdatum war der 3. Februar 2016, die Entwickler entschieden sich aber am Vorabend dazu, das Spiel bereits freizugeben.
Am 6. Juni 2016 wurde das „Arizona“-DLC mit 15 neuen anfahrbaren Städten veröffentlicht, welches wie angekündigt für alle Besitzer des Spiels kostenlos ist.